# Ophiosabine
Genre
Ophiosabine est un genre d'ophiures abyssales de la famille des Ophiacanthidae.

## Systématique

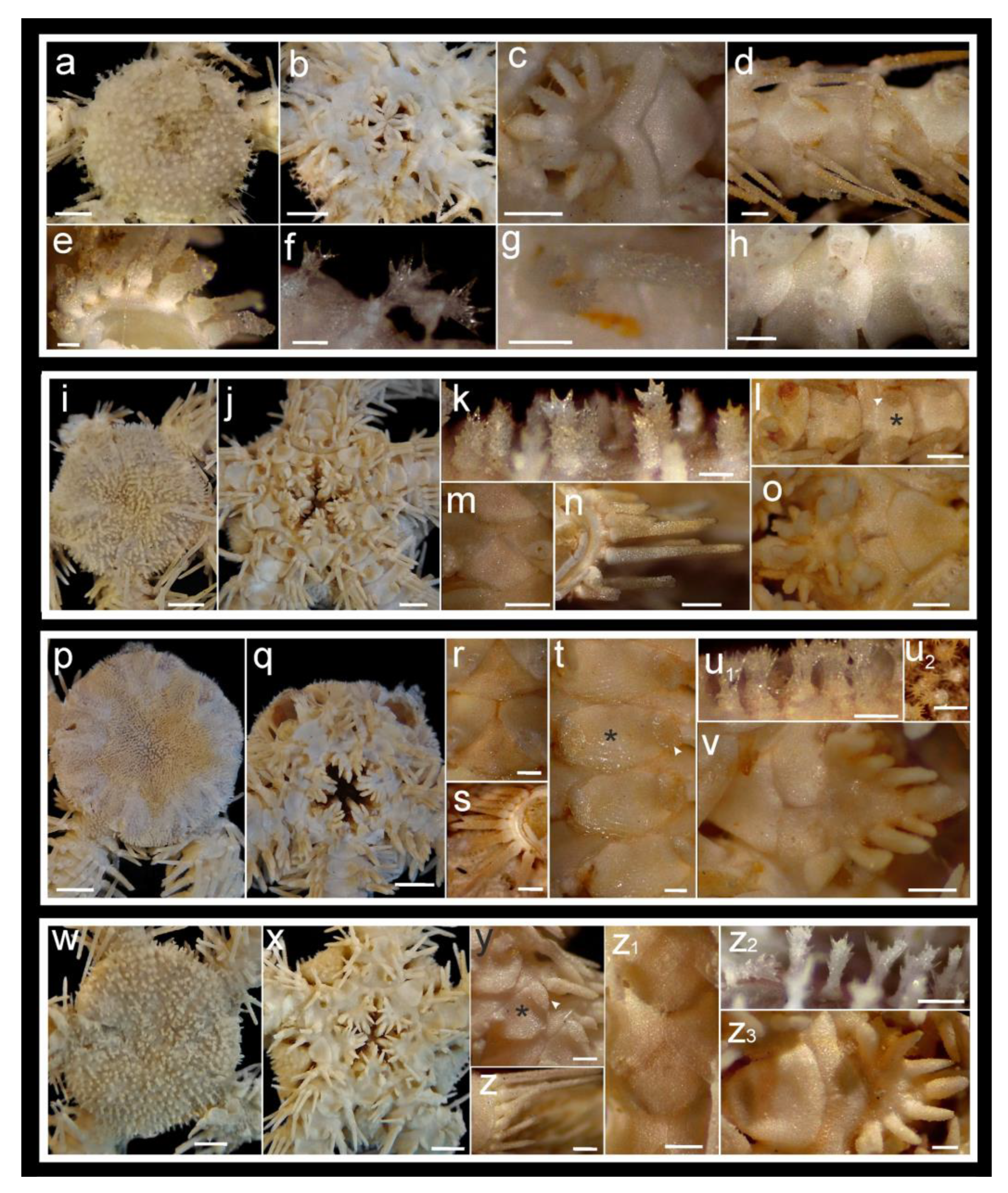
Détail de plusieurs espèces.

Le genre Ophiosabine a été créé en 2022 par le zoologiste australien Timothy D. O’Hara (d) et le zoologiste luxembourgeois Ben Thuy (d),.

## Liste des espèces
Selon World Register of Marine Species (26 septembre 2022) :
- Ophiosabine anomala (G.O. Sars, 1872)
- Ophiosabine aristata (Koehler, 1895)
- Ophiosabine cuspidata (Lyman, 1878)
- Ophiosabine densispina (Mortensen, 1936)
- Ophiosabine nodosa (Lyman, 1878)
- Ophiosabine notata (Koehler, 1906)
- Ophiosabine parcita (Koehler, 1906)
- Ophiosabine pentactis (Mortensen, 1936)
- Ophiosabine rosea (Lyman, 1878)
- Ophiosabine vivipara (Ljungman, 1871)
- Ophiosabine wolfarntzi (Martín-Ledo, Sands & López-González, 2013)

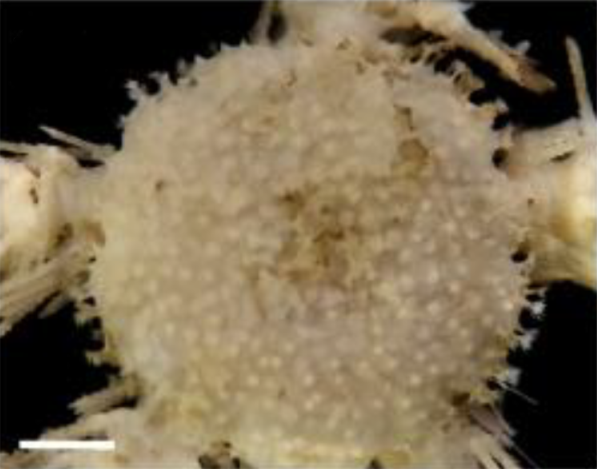
Ophiosabine aristata.
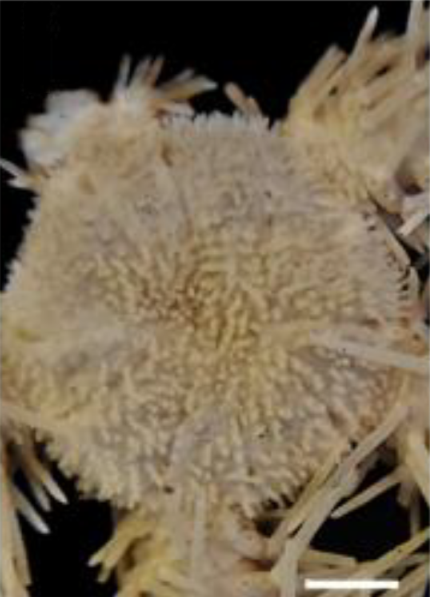
Ophiosabine cuspidata.
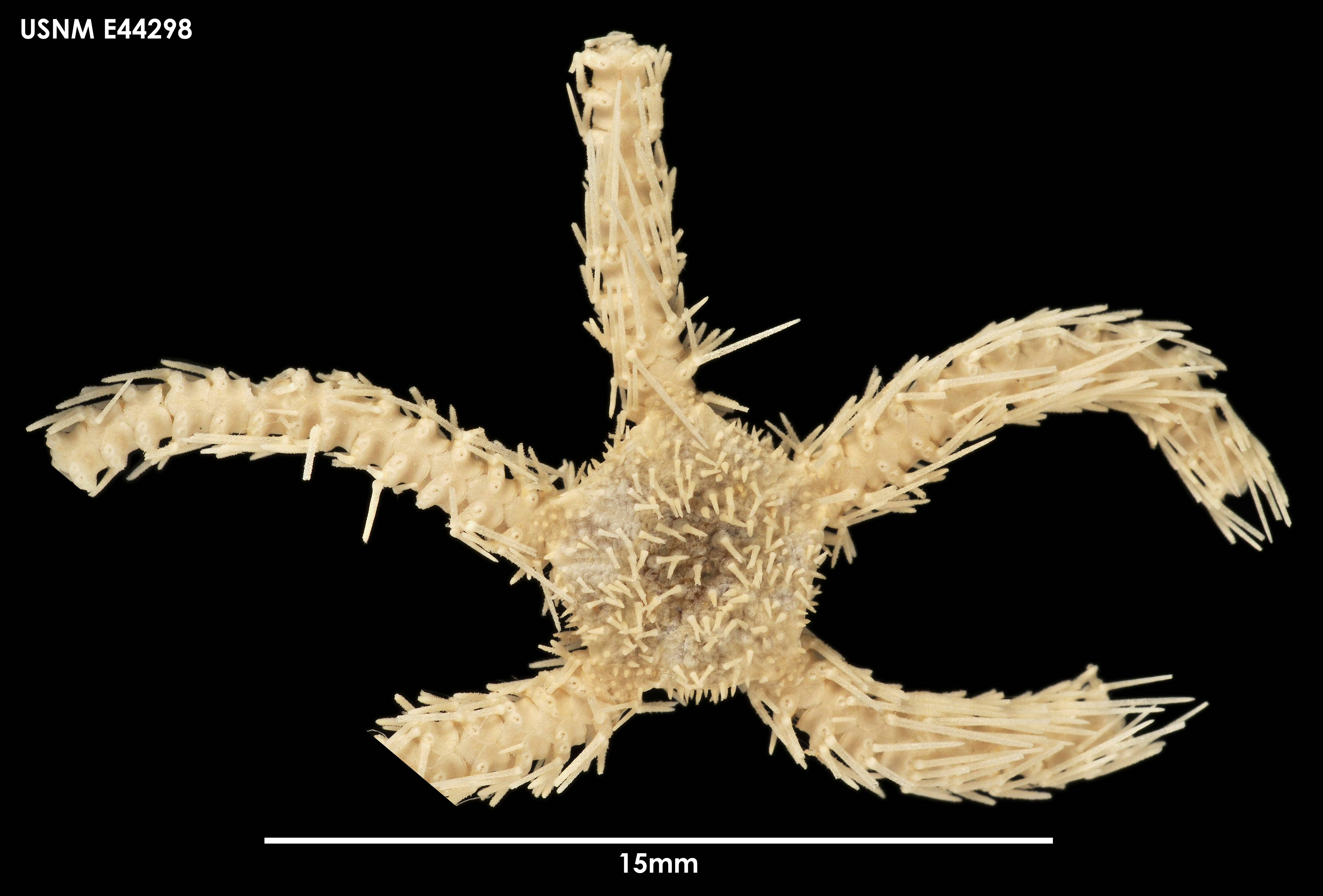
Ophiosabine densispina.
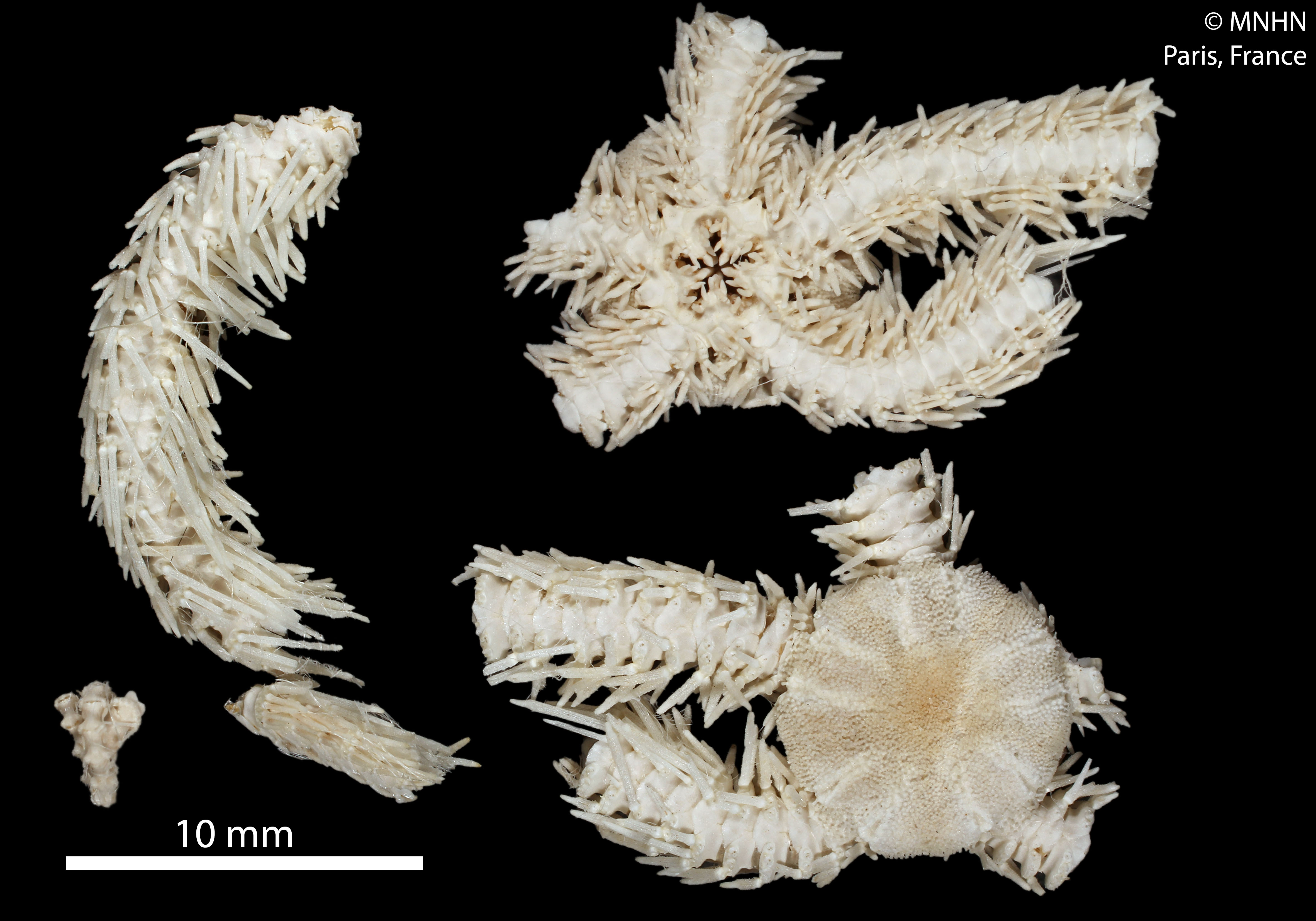
Ophiosabine notata.
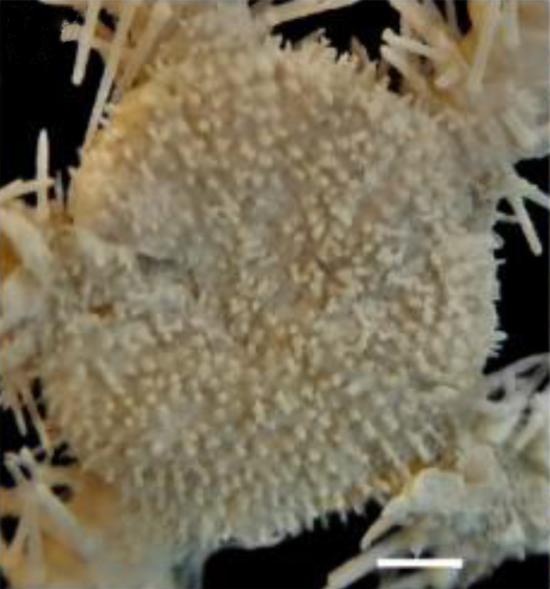
Ophiosabine parcita.
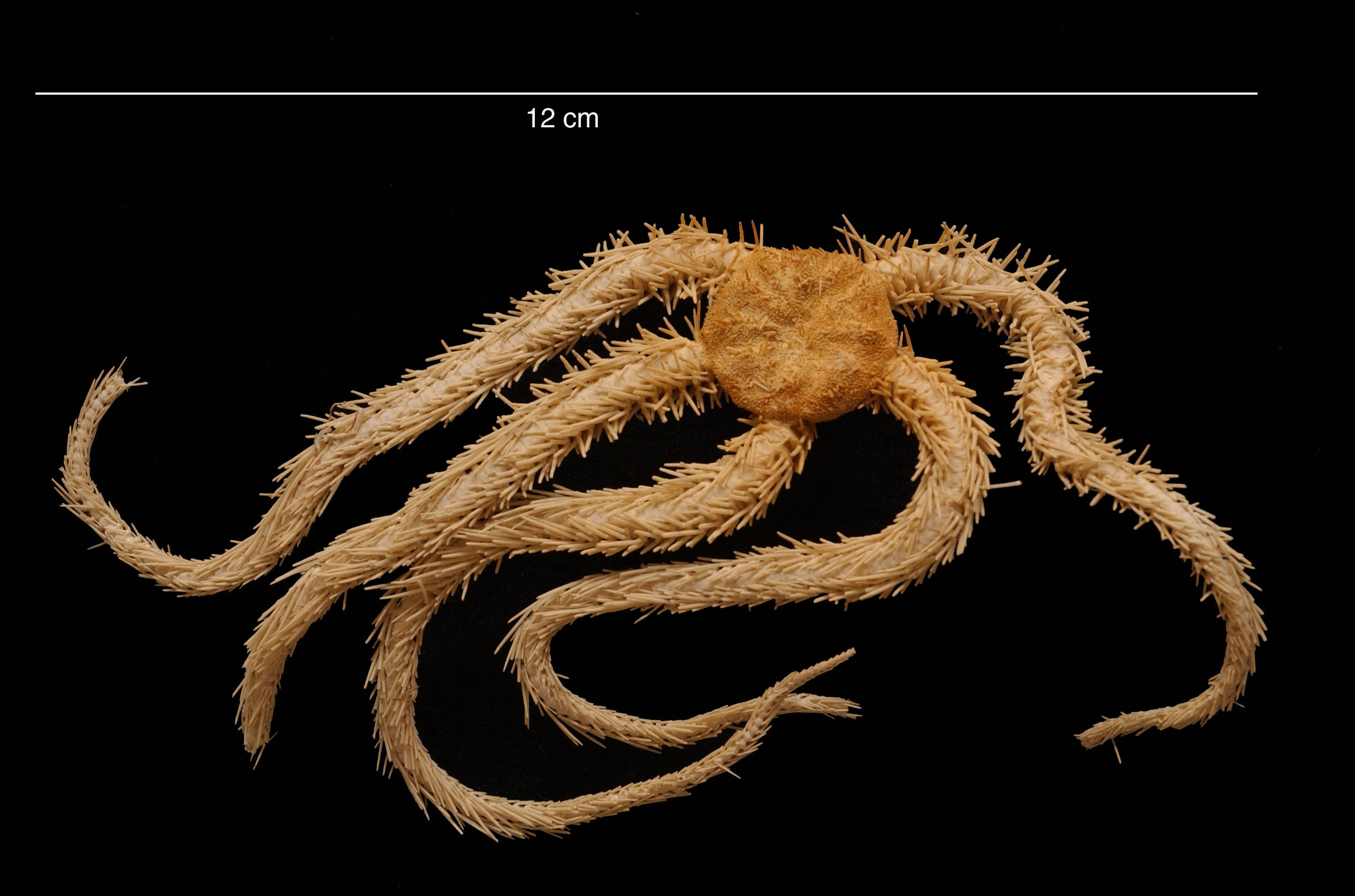
Ophiosabine pentactis.
Ophiosabine rosea.
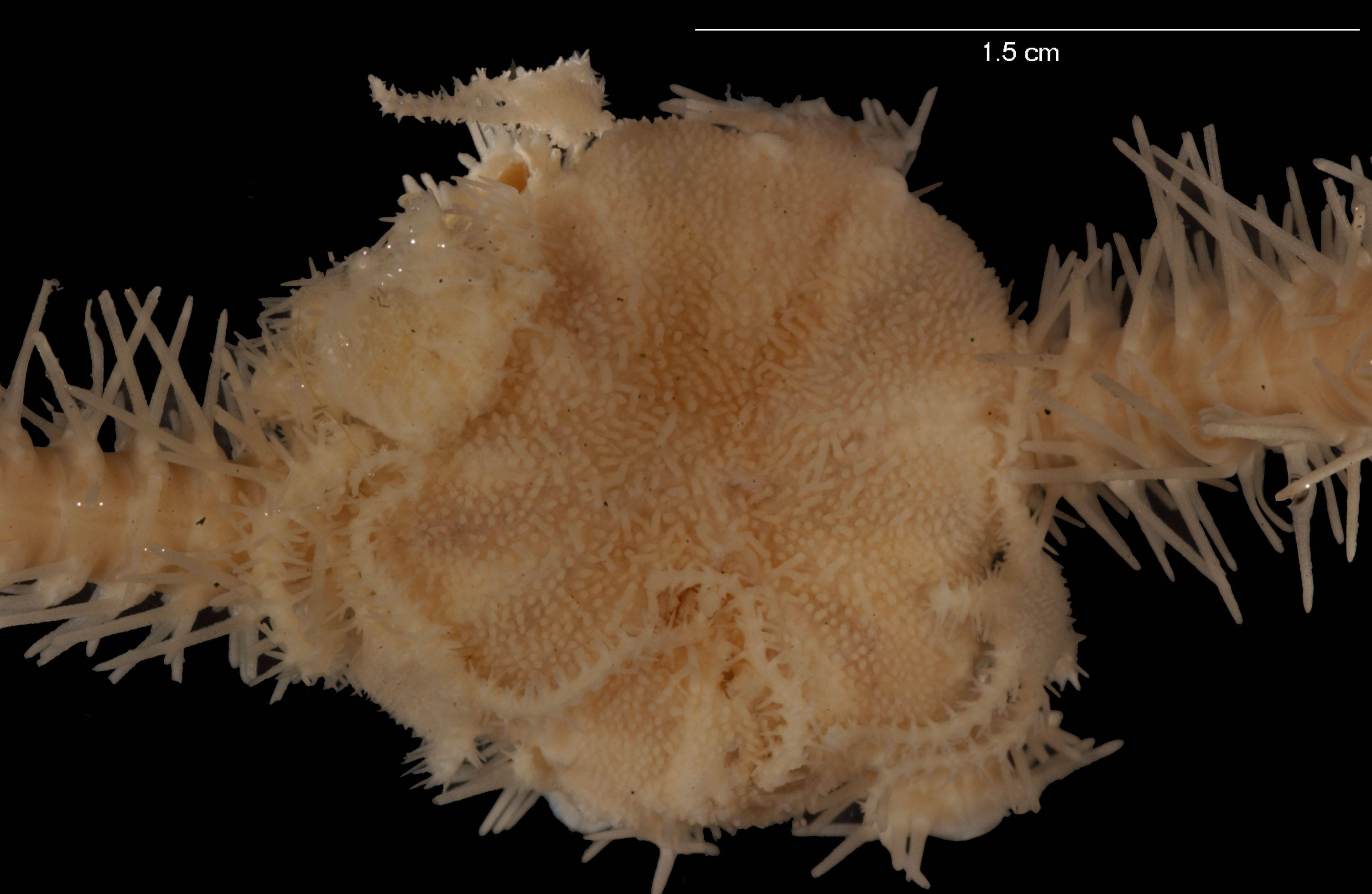
Ophiosabine vivipara.

## Étymologie
Le nom générique, Ophiosabine, a été donné en l'honneur de Sabine Stöhr (d) (1962-), biologiste suédoise spécialiste des échinodermes.

## Publication originale
- (en) Timothy O’Hara et Ben Thuy, « Biogeography and taxonomy of Ophiuroidea (Echinodermata) from the Îles Saint-Paul and Amsterdam in the southern Indian Ocean », Zootaxa, Magnolia Press (d), vol. 5124, no 1,‎ 31 mars 2022, p. 1-49 (ISSN 1175-5334 et 1175-5326, OCLC 49030618, PMID 35391140, DOI 10.11646/ZOOTAXA.5124.1.1).